# 臭鼩
臭鼩（学名：Suncus murinus）即錢鼠，为鼩鼱科臭鼩属的动物。主要栖息于森林、田野以及家舍，是华南、南亚及东南亚一带常见的家居动物之一。

## 分布
本种广泛分布于东洋界，即印度次大陆、中印半岛、巽他群岛、华南等，包括台湾以及中華人民共和國的江西、广西、贵州、云南、甘肃、四川、海南、广东、福建、浙江和湖南等地，并经由人类引入菲律宾群岛、印度洋群岛、阿拉伯沿海、非洲部分地区以及关岛等许多地区。
本种广泛生存于多种栖息地，包括天然森林、灌木丛林地及草原等，并几乎能适应所有的次生及退化的栖息地，包括种植园、牧场、耕地、郊区及市区等，是能和人类共生的物种之一。
该物种的模式产地在爪哇。

## 歷史

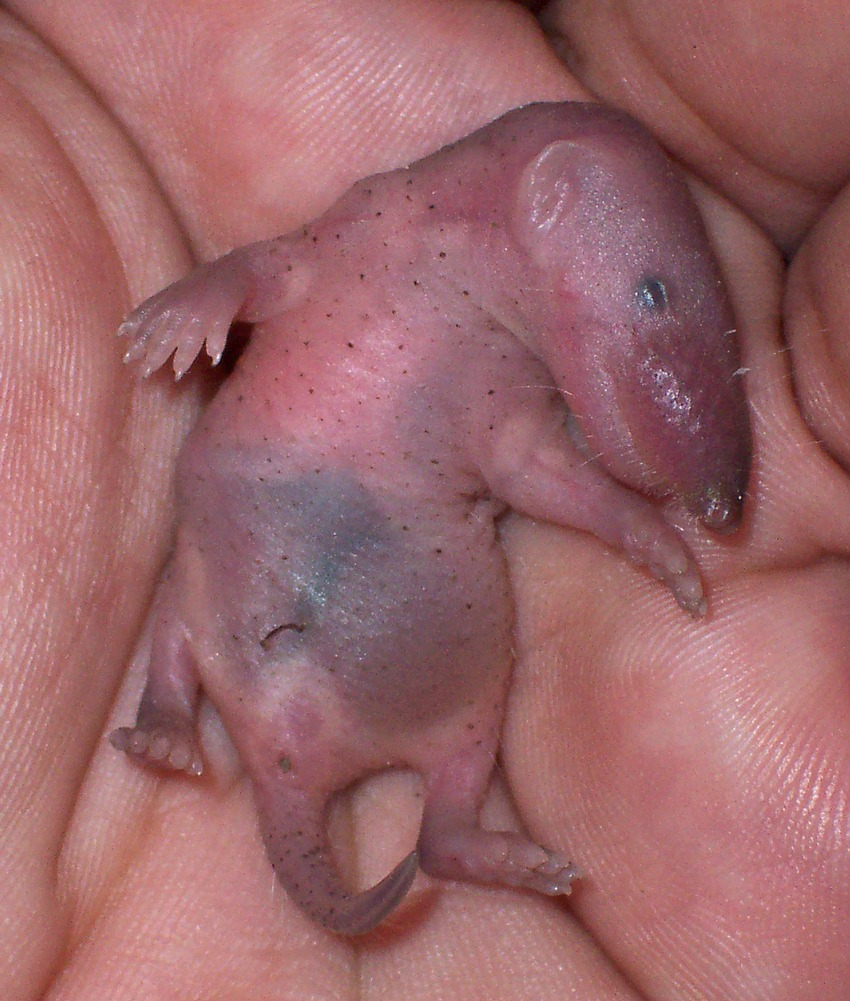
小錢鼠

繁殖力強，主要於宋元明之際透過海上商船運輸散佈。

## 保护现状
由于本种的数量庞大，种群稳定，广泛分布并能适应人类家居环境，且出现在许多自然保护地，也未受到明显威胁，因此国际自然保护联盟将其列为无危物种。

## 與病毒的關係
2013年7月，在臺灣臺東縣發現錢鼠感染狂犬病。專家表示，此例全球文獻從未見過，因此通報世界動物衛生組織後，恐怕也會成為全球錢鼠感染狂犬病「文獻上首例」。
2022年8月，中國發現可感染人類的動物源性病毒，國際期刊《新英格蘭醫學期刊》（NEJM）指出，中國出現「琅琊病毒」，該病毒天然宿主可能是錢鼠。